# 小沢儀明
小沢 儀明（おざわ よしあき、1899年3月31日 - 1929年12月28日）は地質学者、古生物学者。東京帝大助教授。

## 経歴
出生から修学期
1899年、山梨県東山梨郡日下部村の大地主の家に生まれた。1916年、日川中学校を卒業し、第一高等学校に入学。中学時代より地学に関心があり、高校では科学会に所属して坪井誠太郎と共に活動した。高校1年次にすでに東京地質学会創立第20周年記念総会に出席した記録が残っている。1920年、東京帝国大学地質学科に入学。トマス・ヘンリー・ハクスリーの『白亜の一片(On a piece of chalk)』を読んで、地史学・古生物学の道を志したという。在学中より第二講座の横山又次郎の指導を受け、山口県秋吉台周辺の化石層序を研究した。1923年に同大学を卒業し、同大学地質学科第二講座の助手となった。
地質学者として
翌1924年、講師に昇格。1925年に師の横山が死去したため、同年に助教授昇格。1925年には、論文「長門二畳石炭化石灰岩」（『東京帝国大学理学部紀要』45巻6号）を発表。秋吉台の大規模逆転構造、備中大賀の押被せを発見した。この研究は、秋吉台の巨大な地層の逆転構造を立証したことで、学界に大きな衝撃を与えた。地質学会より2本の論文(「日本二畳石炭紀石灰岩の区分の就いて」、「秋吉台石灰岩を含む所謂上部秩父古生層の層位学的研究」)によって、地質学会奨励金を受けた。
1926年、同年3月、学位論文"The post-Paleozic and late-Mesozoic earthe-movements in the innner zone of Japan" (日本内帶に於ける古生代末期及中生代末の地殻変動)を東京大学に提出して理学博士号を取得。
1927年5月、文部省在外研究員としてアメリカ合衆国に渡り、ハーバード大学の古生物学者ジョセフ・オーガスティン・カッシュマン（Joseph Augustine Cushman）の下で有孔虫類の系統分類の研究に従事し、成果をあげた。同年9月から12月には英国ケンブリッジ大学に一次滞在し、欧州各地の地質やアルプスの褶曲構造や氷河についても見学した。再び米国に戻って留学期間を満了し、1929年に帰国したが、12月28日に腸チフスのため東京帝国大学付属病院で夭折した。墓所は山梨市善行寺のほか、青山霊園にも墓碑がある。

## 受賞・栄典
- 1928年：帝国学士院恩賜賞を受賞。「中国地方の古生層並に中生層の層位学上の研究」に対して[4]。
- 1966年：文化功労者。

## 研究内容・業績
学生時代から秋吉台をフィールドとし、化石層序あるいは地史学の研究を進めた。小沢は日本で最初に白亜紀の有孔虫化石を研究した。フズリナの形態の進化過程を独自の視点で研究し、秋吉石灰岩の地層の上下が逆転していることを明らかにした。秋吉台のある美祢市立秋吉台科学博物館の中庭にはその功績をたたえ、胸像が建っている。
また、金生山の赤坂石灰岩についても、ネオシュワゲリナ(フズリナ類)の進化に基づいて５つの化石帯に区分した。
小澤儀明賞
その功績を記念して、2005年より日本地質学会は⼩澤儀明賞を作り、地質学に関して顕著な業績を上げた若手研究者を表彰している。

## 小澤儀明に関する資料
- 大森昌衛2004「夭折した小沢儀明の残した業績 ―秋吉台の横臥褶曲の発見と微古生物学の体系化―(地学者列伝)」『地球科学』58-5, 351-355頁.